# Sovrani di Scozia
I sovrani di Scozia furono i monarchi che hanno regnato sul Regno di Scozia dal Medioevo fino all'Atto di Unione con l'Inghilterra del 1707.
Secondo la tradizione il primo "re di Scozia" fu Kenneth MacAlpin (Cináed mac Ailpín) che fondò il regno nell'843. La distinzione tra "Regno di Scozia" e "Regno dei Pitti" tuttavia è dovuta alla tradizione tardo medievale e alla confusione creatasi con il cambio di nomenclatura: ad esempio, il titolo di Rex Pictorum (Re dei Pitti) divenne ri Alban (Re di Alba) sotto il regno di Donald II, quando cioè si decise di scrivere gli annali non più in latino, ma in volgare, per cui la parola gaelica Alba da quel momento fece riferimento al regno dei Pitti.
Solo nell'XI secolo i sovrani scozzesi iniziarono a utilizzare il termine rex Scottorum, re degli Scozzesi, che utilizzarono fino al 1707, quando, con l'Atto di Unione, il Regno d'Inghilterra e quello di Scozia, che, insieme con quello d'Irlanda, costituivano i Tre regni, avendo il medesimo sovrano, in unione personale, persero la loro autonomia parlamentare, confluendo nel Regno di Gran Bretagna.

## Giuramento
Ogni re di Scozia da Giacomo VI a Carlo II ha pronunciato il seguente giuramento, approvato dal Parlamento di Scozia nel 1567:
(Giuramento di incoronazione dei re di Scozia)

## Araldica

Stendardo reale del monarca scozzese
Scudo del Regno di Scozia
Guglielmo I - Giacomo VI
Giacomo VI - Giacomo VII
Guglielmo II and Maria II
Anna

## Elenco dei re degli scozzesi

### Alpin di Dalriada (848-1034)
| Nome                             | Ritratto | Data di nascita | Regno         | Regno               | Matrimoni                                      | Note |
| Nome                             | Ritratto | Data di nascita | Inizio        | Fine                | Matrimoni                                      | Note |
| -------------------------------- | -------- | --------------- | ------------- | ------------------- | ---------------------------------------------- | --- |
| Alpin (848-1034)                 |          |                 |               |                     |                                                | |
| Kenneth I il Conquistatore       |          | 810             | 843           | 13 febbraio 858     | Consorte sconosciuta 3 figli, 1 figlia         | già re di Dalriada dall'834, sconfisse i Pitti e divenne anche loro re, unificando la Scozia |
| Donald I                         |          | 812             | 858           | 13 aprile 862       | —                                              | fratello di Kenneth I, gli successe tramite la tanistry (successione elettiva non basata sulla primogenitura) |
| Costantino I dal Vino Abbondante |          | circa 836       | 862           | 877                 | Consorte sconosciuta 1 figlio                  | figlio di Kenneth I, morto in battaglia |
| Aedh Piede Alato                 |          | ?               | 877           | 878                 | Consorte sconosciuta 2 figli                   | fratello di Costantino I, morto in battaglia |
| Giric Figlio della Fortuna       |          | ?               | 878           | 889                 | Nessuna consorte nota 1 figlio adottivo        | era un parente della dinastia regnante (anche se non è chiaro quanto prossimo), successe ad Aedh tramite la tanistry e co-regnò con Eochaid, di cui forse divenne padre adottivo e da cui probabilmente venne assassinato        |
| Eochaid                          |          | ?               | 878           | tardo 889 (deposto) | Consorte sconosciuta forse 1 figlio e 1 figlia | figlio di re Run di Alt Clut, successe ad Aedh tramite la tanistry e co-regnò con Giric, da cui fu forse adottato e che fece probabilmente assassinare, solo per essere poco dopo esiliato dal regno e scomparire dalle cronache |
| Donald II il Pazzo Violento      |          | ?               | 889           | 900                 | Consorte sconosciuta almeno 1 figlio           | figlio di Costantino I, spodestò Eochaid e morì in battaglia |
| Costantino II di Mezza Età       |          | circa 875       | 900           | 943 (abdica)        | Consorte sconosciuta almeno 2 figli            | figlio di Aedh, successe a Donald II tramite la tanistry e abdicò dopo quarantatré anni di regno, morendo in un monastero nell'852; è il primo sovrano ad utilizzare il titolo "Re di Alba"                                      |
| Malcolm I il Rosso Pericoloso    |          | circa 900       | 943           | 954                 | Consorte sconosciuta 2 figli                   | figlio di Donald II, successe a Costantino II tramite la tanistry, morto in battaglia |
| Indulf l'Aggressore              |          | circa 927       | 954           | 962                 | Consorte sconosciuta 3 figli                   | figlio di Costantino II, successe a Malcolm I tramite la tanistry, morto in battaglia |
| Dubh il Veemente                 |          | circa 928       | 962           | 967                 | Consorte sconosciuta 1 figlio                  | figlio di Malcolm I, successe a Indulf tramite la tanistry, spodestato e ucciso da Cuilén |
| Cuilén il Bianco                 |          | ?               | 967           | 971                 | Consorte sconosciuta almeno 1 figlio           | figlio di Indulf, spodestò Dubh, morto in battaglia |
| Amlaib                           |          | ?               | 971?          | 977                 | —                                              | fratello di Cuilén, regnò in competizione con Kenneth II, da cui venne ucciso |
| Kenneth II il Fratricida         |          | 954 circa       | 971           | 995                 | Consorte sconosciuta 4 figli                   | fratello di Dubh, regnò in competizione con Amblaib che uccise, ucciso a sua volta da una ribellione |
| Costantino III                   |          | circa 970       | 995           | 997                 | —                                              | figlio di Cuilén e ultimo discendente di Aedh a detenere la corona, era a capo della ribellione che uccise Kenneth II, a sua volta morto in battaglia                                                                            |
| Kenneth III il Capo              |          | circa 966       | 997           | 25 marzo 1005       | Consorte sconosciuta 4 figli                   | figlio di Dubh, era alleato di Costantino III, morto in battaglia |
| Malcolm II il Distruttore        |          | circa 954       | 25 marzo 1005 | 25 novembre 1034    | Consorte incerta 3 figlie                      | figlio di Kenneth II, spodestò Kenneth III e tentò di abolire la tanistry istituendo la legge della primogenitura; ultimo discendente maschile diretto degli Alpin                                                               |

### Dunkeld (1034-1040)
| Nome                | Ritratto | Data di nascita | Regno            | Regno          | Matrimoni      | Note                                                                           |
| Nome                | Ritratto | Data di nascita | Inizio           | Fine           | Matrimoni      | Note                                                                           |
| ------------------- | -------- | --------------- | ---------------- | -------------- | -------------- | ------------------------------------------------------------------------------ |
| Dunkeld (1034-1040) |          |                 |                  |                |                |                                                                                |
| Duncan I il Malato  |          | circa 1000      | 25 novembre 1034 | 14 agosto 1040 | Suthen 3 figli | nipote di Malcolm II in quanto figlio di sua figlia Bethoc, morto in battaglia |

### Moray (1040-1058)
| Nome                 | Ritratto | Data di nascita | Regno          | Regno          | Matrimoni                                  | Note |
| Nome                 | Ritratto | Data di nascita | Inizio         | Fine           | Matrimoni                                  | Note |
| -------------------- | -------- | --------------- | -------------- | -------------- | ------------------------------------------ | --- |
| Moray (1040-1058)    |          |                 |                |                |                                            | |
| Macbeth il Re Rosso  |          | 1005            | 14 agosto 1040 | 15 agosto 1057 | Gruoch di Scozia nessun figlio, 1 adottivo | nipote di Malcolm II in quanto figlio di sua figlia Donada, spodestò e uccise Duncan I, a sua volta morto in battaglia |
| Lulach lo Sfortunato |          | 1032            | 15 agosto 1057 | 17 marzo 1058  | Consorte sconosciuta 1 figlio e 1 figlia   | figlio di Gruoch di Scozia adottato da Macbeth, continuò per alcuni mesi la resistenza gaelica contro i Dunkeld, venendo infine assassinato da Malcolm III; la sua linea reale continuò brevemente nel Moray con i re Máel Snechtai e Óengus |

### Dunkeld (1058-1286)
| Nome                                 | Ritratto | Data di nascita          | Regno            | Regno            | Matrimoni                                                                        | Note |
| Nome                                 | Ritratto | Data di nascita          | Inizio           | Fine             | Matrimoni                                                                        | Note |
| ------------------------------------ | -------- | ------------------------ | ---------------- | ---------------- | -------------------------------------------------------------------------------- | --- |
| Dunkeld (1058-1286)                  |          |                          |                  |                  |                                                                                  | |
| Malcolm III Canmore (il Grande Capo) |          | 26 marzo 1031            | 1058             | 13 novembre 1093 | 1) Ingibiorg Finnsdottir 3 figli 2) Margherita del Wessex 6 figli e 2 figlie     | figlio di Duncan I, uccise Macbeth e Lulach e implementò definitivamente la successione familiare all'interno dei Dunkeld; morto in battaglia                                                                          |
| Donald III Ban (il Bello)            |          | circa 1032               | 13 novembre 1093 | 1094             | Consorte sconosciuta 1 figlia                                                    | fratello di Malcolm III, spodestò il trono ai nipoti e regnò in autonomia alcuni mesi, venendo deposto dall'invasione condotta dal nipote Duncan II                                                                    |
| Duncan II                            |          | circa 1060               | 1094             | 12 novembre 1094 | Uchtreda di Northumbria 1 figlio                                                 | figlio di Malcolm III, spodestò lo zio, ma venne da questi ucciso poco dopo |
| Donald III Ban (il Bello)            |          | circa 1032               | 12 novembre 1094 | 1097             | Consorte sconosciuta 1 figlia, 1 figlio adottivo                                 | riprese il trono dopo aver ucciso il nipote Duncan II grazie al tradimento dell'altro nipote Edmondo, che adottò come erede al trono; venne in seguito spodestato da Edgar e rinchiuso in prigionia, morendo poco dopo |
| Edgar il Valoroso                    |          | 1074                     | 1097             | 8 gennaio 1107   | —                                                                                | fratellastro di Duncan II, spodestò lo zio e il fratello e assunse il potere, rendendo definitiva la successione tramite primogenitura                                                                                 |
| Alessandro I il Feroce               |          | 1078                     | 8 gennaio 1107   | 23 aprile 1124   | Sibilla di Normandia Nessun figlio                                               | fratello di Edgar |
| Davide I il Santo                    |          | circa 1084               | 23 aprile 1124   | 24 maggio 1153   | Maud di Northumbria 2 figli e 2 figlie                                           | fratello di Edgar e Alessandro I |
| Malcolm IV il Vergine                |          | 23 aprile/24 maggio 1141 | 24 maggio 1153   | 9 dicembre 1165  | —                                                                                | nipote di Davide I in quanto primogenito dell'erede al trono Enrico |
| Guglielmo I il Leone                 |          | circa 1142               | 9 dicembre 1165  | 4 dicembre 1214  | Ermengarda de Beaumont 1 figlio e 3 figlie                                       | fratello di Malcolm IV, fu il primo sovrano scozzese a far uso dello stendardo reale |
| Alessandro II                        |          | 24 agosto 1198           | 4 dicembre 1214  | 6 luglio 1249    | 1) Giovanna d'Inghilterra Nessun figlio 2) Maria di Coucy 1 figlio               | figlio di Guglielmo I |
| Alessandro III                       |          | 4 settembre 1241         | 6 luglio 1249    | 19 marzo 1286    | 1) Margherita d'Inghilterra 2 figli e 1 figlia 2) Iolanda di Dreux Nessun figlio | figlio di Alessandro II, ultimo sovrano del casato dei Dunkeld, morto senza eredi diretti |

### Interregno (Sverre?) (1286-1290)
Alessandro III morì improvvisamente nel 1286 senza un erede che potesse succedergli sul trono. I suoi due figli erano morti prima di lui e la sua seconda moglie, Iolanda di Dreux, incinta al momento della morte del sovrano, abortì lasciando il regno senza un sovrano. I nobili scozzesi offrirono la corona a Margherita, figlia del re di Norvegia e di Margherita di Scozia, figlia di Alessandro III.
Al momento della designazione a regina, nel 1286, Margherita aveva appena tre anni, e si ritenne quindi più sicuro farla rimanere in Norvegia per il momento, mentre in Scozia il governo della nazione veniva retto da un consiglio di nobili, detti guardiani di Scozia. Nel 1290, la regina bambina intraprese, insieme al suo seguito, il viaggio via mare verso la Scozia per essere incoronata ufficialmente. La piccola Margherita, però, morì appena la sua nave sbarcò sulle coste delle Orcadi.
Essendo morta prima di aver messo piede in terra scozzese, e non essendo stata incoronata ufficialmente a Scone, il regno di Margherita è contestato dagli storici.
| Nome                                | Ritratto | Data di nascita | Regno         | Regno          | Matrimoni | Note |
| Nome                                | Ritratto | Data di nascita | Inizio        | Fine           | Matrimoni | Note |
| ----------------------------------- | -------- | --------------- | ------------- | -------------- | --------- | --- |
| Bellachioma (1286-1290)             |          |                 |               |                |           | |
| Margherita la Fanciulla di Norvegia |          | 9 aprile 1283   | 19 marzo 1286 | settembre 1290 | —         | nipote di Alessandro III per via materna, era ancora bambina quando venne proclamata regina di Scozia e la sua autorità venne contestata; la sua morte prematura causò l'estinzione definitiva dei Dunkeld e la conseguente crisi di successione nota come Grande causa |

### Primo interregno (1286-1292)
Alla morte di Margherita di Scozia, nel 1290 non rimasero eredi diretti. Tredici nobili, capi di altrettante famiglie, si presentarono come pretendenti alla corona. Tra di loro, i più agguerriti erano John Balliol e Robert Bruce. Siccome i nobili non furono capaci di decidere a chi affidare la corona, chiesero aiuto al re d'Inghilterra Edoardo I, affinché facesse da paciere tra Balliol e Bruce. Per tutta risposta Edoardo obbligò gli scozzesi a giurargli fedeltà ed alleanza, quale sovrano più potente della Gran Bretagna e, in un secondo tempo, risolse la disputa fra Robert Bruce e John Balliol in favore di quest'ultimo.

### Balliol (1292-1296)
| Nome                 | Ritratto | Data di nascita | Regno             | Regno           | Matrimoni                   | Note |
| Nome                 | Ritratto | Data di nascita | Inizio            | Fine            | Matrimoni                   | Note |
| -------------------- | -------- | --------------- | ----------------- | --------------- | --------------------------- | --- |
| Balliol (1292-1296)  |          |                 |                   |                 |                             | |
| Giovanni Veste Vuota |          | circa 1250      | 17 novembre 1292  | 10 luglio 1296  | Isabella de Warenne 2 figli | discendente di Davide I per linea femminile, nominato re di Scozia da re Edoardo I d'Inghilterra, a cui dovette rispondere negli anni successivi come vassallo; ribellatosi, venne deposto durante la prima guerra d'indipendenza scozzese ed esiliato in Francia, dove morì tra il 1313 e il 1315 |
| Edoardo              |          | circa 1283      | 24 settembre 1332 | 20 gennaio 1356 | —                           | figlio di Giovanni, contese il trono a Davide II durante la seconda guerra d'indipendenza scozzese detenendo per brevi periodi il controllo del paese; morì celibe e senza figli, facendo estinguere i Balliol                                                                                     |

### Secondo interregno (1296-1306)
Essendosi reso conto che la situazione in Scozia rimaneva turbolenta, nel 1295 Edoardo I d'Inghilterra e le sue armate varcarono il confine e, nel 1296, John Balliol abdicò. Il trono scozzese rimase vacante per dieci anni.
Dopo l'abdicazione di Balliol, cominciarono le Guerre di indipendenza scozzesi, durante le quali gli scozzesi, guidati da William Wallace prima e da Robert Bruce poi, si ribellarono in massa contro gli invasori inglesi. Le intenzioni di Edoardo I erano di approfittare della situazione di caos in cui era precipitata la Scozia per annettersi il paese e riunire così l'intera isola della Gran Bretagna sotto il dominio inglese
Nel 1306, Robert Bruce, venne incoronato re di Scozia e otto anni dopo, il 24 giugno 1314, le armate scozzesi inflissero una dolorosissima sconfitta all'esercito inglese nella battaglia di Bannockburn.
Con l'esito positivo di questa battaglia, Robert Bruce ottenne il riconoscimento della sua corona e, nel 1328, con il trattato di Edimburgo-Northampton, il re di Inghilterra Edoardo II riconobbe ufficialmente l'indipendenza scozzese.

### Bruce (1306-1371)
| Nome                    | Ritratto | Data di nascita | Regno         | Regno            | Matrimoni                                                                    | Note |
| Nome                    | Ritratto | Data di nascita | Inizio        | Fine             | Matrimoni                                                                    | Note |
| ----------------------- | -------- | --------------- | ------------- | ---------------- | ---------------------------------------------------------------------------- | --- |
| Bruce (1306-1371)       |          |                 |               |                  |                                                                              | |
| Roberto I Cuoreimpavido |          | 11 luglio 1274  | 25 marzo 1306 | 7 giugno 1329    | 1) Isabella di Mar 1 figlia 2) Elisabetta de Burgh 2 figli e 3 figlie        | discendente di Davide I per linea femminile, guidò la ribellione scozzese contro gli inglesi e riconquistò l'indipendenza del paese |
| Davide II               |          | 5 marzo 1324    | 7 giugno 1329 | 22 febbraio 1371 | 1) Giovanna d'Inghilterra Nessun figlio 2) Margherita Drummond Nessun figlio | figlio di Roberto I, il suo trono fu conteso da Edoardo Balliol; morì senza figli, facendo estinguere il ramo reale dei Bruce       |

### Stewart/Stuart (1371-1651)
| Nome                       | Ritratto | Data di nascita  | Regno            | Regno                    | Matrimoni | Note |
| Nome                       | Ritratto | Data di nascita  | Inizio           | Fine                     | Matrimoni | Note |
| -------------------------- | -------- | ---------------- | ---------------- | ------------------------ | --- | --- |
| Stuart (1371-1651)         |          |                  |                  |                          | | |
| Roberto II lo Stewart      |          | 2 marzo 1316     | 22 febbraio 1371 | 19 aprile 1390           | 1) Elizabeth Mure 4 figli e 6 figlie 2) Eufemia de Ross 2 figli e 2 figlie                                                            | nipote di Roberto I per linea femminile, succede lo zio Davide II |
| Roberto III il Debole      |          | 14 agosto 1337   | 19 aprile 1390   | 4 aprile 1406            | Annabella Drummond 4 figli e 4 figlie                                                                                                 | figlio di Roberto II, il suo vero nome era Giovanni ma preferì adottare quello del padre |
| Giacomo I                  |          | 25 luglio 1394   | 4 aprile 1406    | 21 febbraio 1437         | Giovanna Beaufort 2 figli e 6 figlie                                                                                                  | figlio di Roberto III, visse buona parte della vita prigioniero degli inglesi e morì assassinato |
| Giacomo II Faccia di Fuoco |          | 16 ottobre 1430  | 21 febbraio 1437 | 3 agosto 1460            | Maria di Gheldria 4 figli e 2 figlie                                                                                                  | figlio di Giacomo I, morto nell'esplosione di un cannone |
| Giacomo III                |          | 10 luglio 1451   | 3 agosto 1460    | 11 giugno 1488           | Margherita di Danimarca 3 figli | figlio di Giacomo II, morto in battaglia |
| Giacomo IV                 |          | 17 marzo 1473    | 11 giugno 1488   | 9 settembre 1513         | Margherita Tudor 4 figli | figlio di Giacomo III, morto in battaglia |
| Giacomo V                  |          | 10 aprile 1512   | 9 settembre 1513 | 14 dicembre 1542         | 1) Maddalena di Valois Nessun figlio 2) Maria di Guisa 2 figli e 1 figlia                                                             | figlio di Giacomo IV |
| Maria I Stuarda            |          | 8 dicembre 1542  | 14 dicembre 1542 | 24 luglio 1567 (deposta) | 1) Francesco II di Francia Nessun figlio 2) Enrico Stuart, Lord Darnley 1 figlio 3) James Hepburn, IV conte di Bothwell Nessun figlio | unica figlia sopravvissuta di Giacomo V, dal 1559 al 1560 anche regina consorte di Francia come moglie di Francesco II; deposta nel 1567, visse il resto della vita in prigionia e venne giustiziata dalla cugina Elisabetta I d'Inghilterra nel 1587 |
| Giacomo VI                 |          | 19 giugno 1566   | 24 luglio 1567   | 27 marzo 1625            | Anna di Danimarca 3 figli e 4 figlie                                                                                                  | figlio di Maria I dal 1603 anche re d'Inghilterra come Giacomo I |
| Carlo I                    |          | 19 novembre 1600 | 27 marzo 1625    | 30 gennaio 1649          | Enrichetta Maria di Borbone-Francia 4 figli e 5 figlie                                                                                | figlio di Giacomo VI, venne deposto dal Parlamento inglese e decapitato anche re d'Inghilterra come Carlo I |

### Commonwealth (1649-1660)
Dopo essere stato sconfitto nella guerra civile inglese, Carlo I venne riconosciuto colpevole di alto tradimento e decapitato. Con la sua morte l'Inghilterra (e di conseguenza anche Scozia e Irlanda) divenne una repubblica. Carlo II, figlio del sovrano decapitato, venne riconosciuto re di Scozia alla morte del padre ma, nel 1651, fu costretto a fuggire in esilio in Olanda dopo che le sue truppe scozzesi vennero sonoramente sconfitte da Oliver Cromwell.
Fino al 1653, l'Inghilterra, fu in teoria una repubblica parlamentare, poi Oliver Cromwell sciolse il Rump Parliament e governò da solo con la carica a vita di Lord Protettore di Inghilterra Scozia e Irlanda, instaurando in pratica una dittatura personale in forma para-monarchica, e designando anche il figlio Richard come successore, alla sua morte.
| Lord Protettore  | Lord Protettore | Insediamento     | Termine          |
| ---------------- | --------------- | ---------------- | ---------------- |
| Oliver Cromwell  |                 | 16 dicembre 1653 | 3 settembre 1658 |
| Richard Cromwell |                 | 3 settembre 1658 | 25 maggio 1659   |

Oliver Cromwell morì nel 1658 e, solo due anni più tardi, Carlo II venne richiamato sul trono in quella che viene chiamata Restaurazione inglese.

### Stuart (1660-1707)
| Nome               | Ritratto | Data di nascita | Regno            | Regno                      | Matrimoni                                                                   | Note |
| Nome               | Ritratto | Data di nascita | Inizio           | Fine                       | Matrimoni                                                                   | Note |
| ------------------ | -------- | --------------- | ---------------- | -------------------------- | --------------------------------------------------------------------------- | --- |
| Stuart (1660-1707) |          |                 |                  |                            |                                                                             | |
| Carlo II           |          | 29 maggio 1630  | 29 maggio 1660   | 6 febbraio 1685            | Caterina di Braganza Nessun figlio                                          | figlio di Carlo I, venne nominato re dal Parlamento inglese dopo la caduta di Richard Cromwell anche re d'Inghilterra come Carlo II                                                                                              |
| Giacomo VII        |          | 14 ottobre 1633 | 6 febbraio 1685  | 11 dicembre 1688 (deposto) | 1) Anna Hyde 4 figli e 4 figlie 2) Maria Beatrice d'Este 2 figli e 5 figlie | fratello di Carlo II, venne deposto dal Parlamento inglese perché cattolico, i suoi discendenti diedero vita al reclamo giacobita alla corona inglese e scozzese; morì in esilio nel 1701 anche re d'Inghilterra come Giacomo II |
| Maria II           |          | 30 aprile 1662  | 13 febbraio 1689 | 28 dicembre 1694           | Guglielmo d'Orange Nessun figlio                                            | figlia di Giacomo VII, co-regnò col marito Guglielmo II anche regina d'Inghilterra come Maria II |
| Guglielmo II       |          | 4 novembre 1650 | 13 febbraio 1689 | 19 marzo 1702              | Maria II d'Inghilterra Nessun figlio                                        | cugino e marito di Maria II, co-regnò con lei e governò da solo dopo la sua morte anche re d'Inghilterra come Guglielmo III |
| Anna               |          | 6 febbraio 1665 | 19 marzo 1702    | 1º maggio 1707             | Giorgio di Danimarca 1 figlio                                               | sorella di Maria II, con l'Atto di Unione unificò le corone di Inghilterra e Scozia e fondò il Regno di Gran Bretagna, che governò fino alla morte nel 1714                                                                      |

Il 1º maggio 1707 l'Atto di Unione unì il Regno d'Inghilterra e il Regno di Scozia nel Regno di Gran Bretagna, e la Scozia perse la sua indipendenza.

### Stuart (1745 - 1746)
Nel 1745, a seguito di una rivolta capeggiata dal figlio Carlo Edoardo Stuart, Giacomo Francesco Edoardo Stuart, figlio di Giacomo VII, venne proclamato Re di Scozia.
| Nome                                                  | Ritratto | Data di nascita  | Regno             | Regno          | Data di morte   | Matrimoni                           | Note |
| Nome                                                  | Ritratto | Data di nascita  | Inizio            | Fine           | Data di morte   | Matrimoni                           | Note |
| ----------------------------------------------------- | -------- | ---------------- | ----------------- | -------------- | --------------- | ----------------------------------- | --- |
| Stuart (1660-1707)                                    |          |                  |                   |                |                 |                                     | |
| Carlo Edoardo Stuart Bonnie Prince Charlie (Reggente) |          | 31 dicembre 1720 | 16 agosto 1745    | 16 aprile 1746 | 31 gennaio 1788 | Non ancora sposato                  | figlio di Giacomo Francesco Edoardo Stuart, guidò l'insurrezione del 1745 come Signore e Reggente di Scozia in nome del padre ma abbandonò il paese dopo la Battaglia di Culloden.                                                                 |
| Giacomo VIII il Vecchio Pretendente                   |          | 10 giugno 1688   | 18 settembre 1745 | 16 aprile 1746 | 1º gennaio 1766 | Maria Clementina Sobieska Due figli | figlio di Giacomo VII, venne nominato re in absentia dai clan scozzesi durante l'Insurrezione giacobita del 1745, venendo rappresentato dal figlio Carlo Edoardo. Anche pretendente giacobita al trono d'Inghilterra e d'Irlanda come Giacomo III. |

## Curiosità
Nel 1971 il presidente e dittatore dell'Uganda Idi Amin Dada si autoconferì, assieme ad una marea di altri titoli altisonanti, anche quello di Re di Scozia. Ovviamente il titolo non ricevette alcun riconoscimento né a livello scozzese, né britannico né tantomeno internazionale.

## Linea di successione dei sovrani di Scozia
|                         |                         |                         |                         |                         |                         |                                                 |                                                 |                                                 |                                                 |                                                 |                                                 |                                             |                                             |                                             |                                             |                                             |                                             | Alpin *… †841                                     |                                                   |                                                   |                                                   |                                                   |                                                   |                            |                            |                            |                            |                            |                            |                                  |                                  |                                  |                                  |                                  |                                  |                    |                    |                    |                    |                    |                    |  |  |  |  |  |  |  |  |  |  |  |  |  |  |  |  |  |  |
|                         |                         |                         |                         |                         |                         |                                                 |                                                 |                                                 |                                                 |                                                 |                                                 |                                             |                                             |                                             |                                             |                                             |                                             |                                                   |                                                   |                                                   |                                                   |                                                   |                                                   |                            |                            |                            |                            |                            |                            |                                  |                                  |                                  |                                  |                                  |                                  |                    |                    |                    |                    |                    |                    |  |  |  |  |  |  |  |  |  |  |  |  |  |  |  |  |  |  |
|                         |                         |                         |                         |                         |                         |                                                 |                                                 |                                                 |                                                 |                                                 |                                                 |                                             |                                             |                                             |                                             |                                             |                                             |                                                   |                                                   |                                                   |                                                   |                                                   |                                                   |                            |                            |                            |                            |                            |                            |                                  |                                  |                                  |                                  |                                  |                                  |                    |                    |                    |                    |                    |                    |  |  |  |  |  |  |  |  |  |  |  |  |  |  |  |  |  |  |
|                         |                         |                         |                         |                         |                         |                                                 |                                                 |                                                 |                                                 |                                                 |                                                 |                                             |                                             |                                             |                                             |                                             |                                             | KENNETH I *810 †858                               | KENNETH I *810 †858                               | KENNETH I *810 †858                               | KENNETH I *810 †858                               | KENNETH I *810 †858                               | KENNETH I *810 †858                               |                            |                            |                            |                            |                            |                            |                                  |                                  |                                  |                                  |                                  |                                  | DONALD I *812 †862 | DONALD I *812 †862 | DONALD I *812 †862 | DONALD I *812 †862 | DONALD I *812 †862 | DONALD I *812 †862 |  |  |  |  |  |  |  |  |  |  |  |  |  |  |  |  |  |  |
|                         |                         |                         |                         |                         |                         |                                                 |                                                 |                                                 |                                                 |                                                 |                                                 |                                             |                                             |                                             |                                             |                                             |                                             | KENNETH I *810 †858                               | KENNETH I *810 †858                               | KENNETH I *810 †858                               | KENNETH I *810 †858                               | KENNETH I *810 †858                               | KENNETH I *810 †858                               |                            |                            |                            |                            |                            |                            |                                  |                                  |                                  |                                  |                                  |                                  | DONALD I *812 †862 | DONALD I *812 †862 | DONALD I *812 †862 | DONALD I *812 †862 | DONALD I *812 †862 | DONALD I *812 †862 |  |  |  |  |  |  |  |  |  |  |  |  |  |  |  |  |  |  |
|                         |                         |                         |                         |                         |                         |                                                 |                                                 |                                                 |                                                 |                                                 |                                                 |                                             |                                             |                                             |                                             |                                             |                                             |                                                   |                                                   |                                                   |                                                   |                                                   |                                                   |                            |                            |                            |                            |                            |                            |                                  |                                  |                                  |                                  |                                  |                                  |                    |                    |                    |                    |                    |                    |  |  |  |  |  |  |  |  |  |  |  |  |  |  |  |  |  |  |
|                         |                         |                         |                         |                         |                         |                                                 |                                                 |                                                 |                                                 |                                                 |                                                 |                                             |                                             |                                             |                                             |                                             |                                             | COSTANTINO I *… †877                              | COSTANTINO I *… †877                              | COSTANTINO I *… †877                              | COSTANTINO I *… †877                              | COSTANTINO I *… †877                              | COSTANTINO I *… †877                              | AEDH *858 †878             | AEDH *858 †878             | AEDH *858 †878             | AEDH *858 †878             | AEDH *858 †878             | AEDH *858 †878             | figlia? *… †… Run                | figlia? *… †… Run                | figlia? *… †… Run                | figlia? *… †… Run                | figlia? *… †… Run                | figlia? *… †… Run                | GIRIC *… †889      | GIRIC *… †889      | GIRIC *… †889      | GIRIC *… †889      | GIRIC *… †889      | GIRIC *… †889      |  |  |  |  |  |  |  |  |  |  |  |  |  |  |  |  |  |  |
|                         |                         |                         |                         |                         |                         |                                                 |                                                 |                                                 |                                                 |                                                 |                                                 |                                             |                                             |                                             |                                             |                                             |                                             | COSTANTINO I *… †877                              | COSTANTINO I *… †877                              | COSTANTINO I *… †877                              | COSTANTINO I *… †877                              | COSTANTINO I *… †877                              | COSTANTINO I *… †877                              | AEDH *858 †878             | AEDH *858 †878             | AEDH *858 †878             | AEDH *858 †878             | AEDH *858 †878             | AEDH *858 †878             | figlia? *… †… Run                | figlia? *… †… Run                | figlia? *… †… Run                | figlia? *… †… Run                | figlia? *… †… Run                | figlia? *… †… Run                | GIRIC *… †889      | GIRIC *… †889      | GIRIC *… †889      | GIRIC *… †889      | GIRIC *… †889      | GIRIC *… †889      |  |  |  |  |  |  |  |  |  |  |  |  |  |  |  |  |  |  |
|                         |                         |                         |                         |                         |                         |                                                 |                                                 |                                                 |                                                 |                                                 |                                                 |                                             |                                             |                                             |                                             |                                             |                                             | DONALD II *… †900                                 | DONALD II *… †900                                 | DONALD II *… †900                                 | DONALD II *… †900                                 | DONALD II *… †900                                 | DONALD II *… †900                                 | COSTANTINO II *c.879 †943  | COSTANTINO II *c.879 †943  | COSTANTINO II *c.879 †943  | COSTANTINO II *c.879 †943  | COSTANTINO II *c.879 †943  | COSTANTINO II *c.879 †943  | EOCHAID *… †889                  | EOCHAID *… †889                  | EOCHAID *… †889                  | EOCHAID *… †889                  | EOCHAID *… †889                  | EOCHAID *… †889                  |                    |                    |                    |                    |                    |                    |  |  |  |  |  |  |  |  |  |  |  |  |  |  |  |  |  |  |
|                         |                         |                         |                         |                         |                         |                                                 |                                                 |                                                 |                                                 |                                                 |                                                 |                                             |                                             |                                             |                                             |                                             |                                             | DONALD II *… †900                                 | DONALD II *… †900                                 | DONALD II *… †900                                 | DONALD II *… †900                                 | DONALD II *… †900                                 | DONALD II *… †900                                 | COSTANTINO II *c.879 †943  | COSTANTINO II *c.879 †943  | COSTANTINO II *c.879 †943  | COSTANTINO II *c.879 †943  | COSTANTINO II *c.879 †943  | COSTANTINO II *c.879 †943  | EOCHAID *… †889                  | EOCHAID *… †889                  | EOCHAID *… †889                  | EOCHAID *… †889                  | EOCHAID *… †889                  | EOCHAID *… †889                  |                    |                    |                    |                    |                    |                    |  |  |  |  |  |  |  |  |  |  |  |  |  |  |  |  |  |  |
|                         |                         |                         |                         |                         |                         |                                                 |                                                 |                                                 |                                                 |                                                 |                                                 |                                             |                                             |                                             |                                             |                                             |                                             | MALCOLM I *c.900 †954                             | MALCOLM I *c.900 †954                             | MALCOLM I *c.900 †954                             | MALCOLM I *c.900 †954                             | MALCOLM I *c.900 †954                             | MALCOLM I *c.900 †954                             | INDULF *… †962             | INDULF *… †962             | INDULF *… †962             | INDULF *… †962             | INDULF *… †962             | INDULF *… †962             |                                  |                                  |                                  |                                  |                                  |                                  |                    |                    |                    |                    |                    |                    |  |  |  |  |  |  |  |  |  |  |  |  |  |  |  |  |  |  |
|                         |                         |                         |                         |                         |                         |                                                 |                                                 |                                                 |                                                 |                                                 |                                                 |                                             |                                             |                                             |                                             |                                             |                                             | MALCOLM I *c.900 †954                             | MALCOLM I *c.900 †954                             | MALCOLM I *c.900 †954                             | MALCOLM I *c.900 †954                             | MALCOLM I *c.900 †954                             | MALCOLM I *c.900 †954                             | INDULF *… †962             | INDULF *… †962             | INDULF *… †962             | INDULF *… †962             | INDULF *… †962             | INDULF *… †962             |                                  |                                  |                                  |                                  |                                  |                                  |                    |                    |                    |                    |                    |                    |  |  |  |  |  |  |  |  |  |  |  |  |  |  |  |  |  |  |
|                         |                         |                         |                         |                         |                         |                                                 |                                                 |                                                 |                                                 |                                                 |                                                 |                                             |                                             |                                             |                                             |                                             |                                             |                                                   |                                                   |                                                   |                                                   |                                                   |                                                   |                            |                            |                            |                            |                            |                            |                                  |                                  |                                  |                                  |                                  |                                  |                    |                    |                    |                    |                    |                    |  |  |  |  |  |  |  |  |  |  |  |  |  |  |  |  |  |  |
|                         |                         |                         |                         |                         |                         |                                                 |                                                 |                                                 |                                                 |                                                 |                                                 | DUBH *… †967                                | DUBH *… †967                                | DUBH *… †967                                | DUBH *… †967                                | DUBH *… †967                                | DUBH *… †967                                | KENNETH II *c.954 †995                            | KENNETH II *c.954 †995                            | KENNETH II *c.954 †995                            | KENNETH II *c.954 †995                            | KENNETH II *c.954 †995                            | KENNETH II *c.954 †995                            | CUILÉN *… †971             | CUILÉN *… †971             | CUILÉN *… †971             | CUILÉN *… †971             | CUILÉN *… †971             | CUILÉN *… †971             | AMLAIB *… †977                   | AMLAIB *… †977                   | AMLAIB *… †977                   | AMLAIB *… †977                   | AMLAIB *… †977                   | AMLAIB *… †977                   |                    |                    |                    |                    |                    |                    |  |  |  |  |  |  |  |  |  |  |  |  |  |  |  |  |  |  |
|                         |                         |                         |                         |                         |                         |                                                 |                                                 |                                                 |                                                 |                                                 |                                                 | DUBH *… †967                                | DUBH *… †967                                | DUBH *… †967                                | DUBH *… †967                                | DUBH *… †967                                | DUBH *… †967                                | KENNETH II *c.954 †995                            | KENNETH II *c.954 †995                            | KENNETH II *c.954 †995                            | KENNETH II *c.954 †995                            | KENNETH II *c.954 †995                            | KENNETH II *c.954 †995                            | CUILÉN *… †971             | CUILÉN *… †971             | CUILÉN *… †971             | CUILÉN *… †971             | CUILÉN *… †971             | CUILÉN *… †971             | AMLAIB *… †977                   | AMLAIB *… †977                   | AMLAIB *… †977                   | AMLAIB *… †977                   | AMLAIB *… †977                   | AMLAIB *… †977                   |                    |                    |                    |                    |                    |                    |  |  |  |  |  |  |  |  |  |  |  |  |  |  |  |  |  |  |
|                         |                         |                         |                         |                         |                         |                                                 |                                                 |                                                 |                                                 |                                                 |                                                 | KENNETH III *c.965 †1005                    | KENNETH III *c.965 †1005                    | KENNETH III *c.965 †1005                    | KENNETH III *c.965 †1005                    | KENNETH III *c.965 †1005                    | KENNETH III *c.965 †1005                    | MALCOLM II *980 †1034                             | MALCOLM II *980 †1034                             | MALCOLM II *980 †1034                             | MALCOLM II *980 †1034                             | MALCOLM II *980 †1034                             | MALCOLM II *980 †1034                             | COSTANTINO III *a.971 †997 | COSTANTINO III *a.971 †997 | COSTANTINO III *a.971 †997 | COSTANTINO III *a.971 †997 | COSTANTINO III *a.971 †997 | COSTANTINO III *a.971 †997 |                                  |                                  |                                  |                                  |                                  |                                  |                    |                    |                    |                    |                    |                    |  |  |  |  |  |  |  |  |  |  |  |  |  |  |  |  |  |  |
|                         |                         |                         |                         |                         |                         |                                                 |                                                 |                                                 |                                                 |                                                 |                                                 | KENNETH III *c.965 †1005                    | KENNETH III *c.965 †1005                    | KENNETH III *c.965 †1005                    | KENNETH III *c.965 †1005                    | KENNETH III *c.965 †1005                    | KENNETH III *c.965 †1005                    | MALCOLM II *980 †1034                             | MALCOLM II *980 †1034                             | MALCOLM II *980 †1034                             | MALCOLM II *980 †1034                             | MALCOLM II *980 †1034                             | MALCOLM II *980 †1034                             | COSTANTINO III *a.971 †997 | COSTANTINO III *a.971 †997 | COSTANTINO III *a.971 †997 | COSTANTINO III *a.971 †997 | COSTANTINO III *a.971 †997 | COSTANTINO III *a.971 †997 |                                  |                                  |                                  |                                  |                                  |                                  |                    |                    |                    |                    |                    |                    |  |  |  |  |  |  |  |  |  |  |  |  |  |  |  |  |  |  |
|                         |                         |                         |                         |                         |                         |                                                 |                                                 |                                                 |                                                 |                                                 |                                                 |                                             |                                             |                                             |                                             |                                             |                                             |                                                   |                                                   |                                                   |                                                   |                                                   |                                                   |                            |                            |                            |                            |                            |                            |                                  |                                  |                                  |                                  |                                  |                                  |                    |                    |                    |                    |                    |                    |  |  |  |  |  |  |  |  |  |  |  |  |  |  |  |  |  |  |
|                         |                         |                         |                         |                         |                         | Boite *… †1058                                  | Boite *… †1058                                  | Boite *… †1058                                  | Boite *… †1058                                  | Boite *… †1058                                  | Boite *… †1058                                  | (GIRIC II) (?) *… †1005?                    | (GIRIC II) (?) *… †1005?                    | (GIRIC II) (?) *… †1005?                    | (GIRIC II) (?) *… †1005?                    | (GIRIC II) (?) *… †1005?                    | (GIRIC II) (?) *… †1005?                    | Betoch *… †… Cricán                               | Betoch *… †… Cricán                               | Betoch *… †… Cricán                               | Betoch *… †… Cricán                               | Betoch *… †… Cricán                               | Betoch *… †… Cricán                               |                            |                            |                            |                            |                            |                            | figlia? *… †… Findlaech (Finley) | figlia? *… †… Findlaech (Finley) | figlia? *… †… Findlaech (Finley) | figlia? *… †… Findlaech (Finley) | figlia? *… †… Findlaech (Finley) | figlia? *… †… Findlaech (Finley) |                    |                    |                    |                    |                    |                    |  |  |  |  |  |  |  |  |  |  |  |  |  |  |  |  |  |  |
|                         |                         |                         |                         |                         |                         | Boite *… †1058                                  | Boite *… †1058                                  | Boite *… †1058                                  | Boite *… †1058                                  | Boite *… †1058                                  | Boite *… †1058                                  | (GIRIC II) (?) *… †1005?                    | (GIRIC II) (?) *… †1005?                    | (GIRIC II) (?) *… †1005?                    | (GIRIC II) (?) *… †1005?                    | (GIRIC II) (?) *… †1005?                    | (GIRIC II) (?) *… †1005?                    | Betoch *… †… Cricán                               | Betoch *… †… Cricán                               | Betoch *… †… Cricán                               | Betoch *… †… Cricán                               | Betoch *… †… Cricán                               | Betoch *… †… Cricán                               |                            |                            |                            |                            |                            |                            | figlia? *… †… Findlaech (Finley) | figlia? *… †… Findlaech (Finley) | figlia? *… †… Findlaech (Finley) | figlia? *… †… Findlaech (Finley) | figlia? *… †… Findlaech (Finley) | figlia? *… †… Findlaech (Finley) |                    |                    |                    |                    |                    |                    |  |  |  |  |  |  |  |  |  |  |  |  |  |  |  |  |  |  |
|                         |                         |                         |                         |                         |                         | Grouch *c.1020 †1054 Gille Coemgáin             | Grouch *c.1020 †1054 Gille Coemgáin             | Grouch *c.1020 †1054 Gille Coemgáin             | Grouch *c.1020 †1054 Gille Coemgáin             | Grouch *c.1020 †1054 Gille Coemgáin             | Grouch *c.1020 †1054 Gille Coemgáin             |                                             |                                             |                                             |                                             |                                             |                                             | DUNCAN I *c.1001 †1040?                           | DUNCAN I *c.1001 †1040?                           | DUNCAN I *c.1001 †1040?                           | DUNCAN I *c.1001 †1040?                           | DUNCAN I *c.1001 †1040?                           | DUNCAN I *c.1001 †1040?                           |                            |                            |                            |                            |                            |                            | MACBETH *1005 †1057              | MACBETH *1005 †1057              | MACBETH *1005 †1057              | MACBETH *1005 †1057              | MACBETH *1005 †1057              | MACBETH *1005 †1057              |                    |                    |                    |                    |                    |                    |  |  |  |  |  |  |  |  |  |  |  |  |  |  |  |  |  |  |
|                         |                         |                         |                         |                         |                         | Grouch *c.1020 †1054 Gille Coemgáin             | Grouch *c.1020 †1054 Gille Coemgáin             | Grouch *c.1020 †1054 Gille Coemgáin             | Grouch *c.1020 †1054 Gille Coemgáin             | Grouch *c.1020 †1054 Gille Coemgáin             | Grouch *c.1020 †1054 Gille Coemgáin             |                                             |                                             |                                             |                                             |                                             |                                             | DUNCAN I *c.1001 †1040?                           | DUNCAN I *c.1001 †1040?                           | DUNCAN I *c.1001 †1040?                           | DUNCAN I *c.1001 †1040?                           | DUNCAN I *c.1001 †1040?                           | DUNCAN I *c.1001 †1040?                           |                            |                            |                            |                            |                            |                            | MACBETH *1005 †1057              | MACBETH *1005 †1057              | MACBETH *1005 †1057              | MACBETH *1005 †1057              | MACBETH *1005 †1057              | MACBETH *1005 †1057              |                    |                    |                    |                    |                    |                    |  |  |  |  |  |  |  |  |  |  |  |  |  |  |  |  |  |  |
|                         |                         |                         |                         |                         |                         |                                                 |                                                 |                                                 |                                                 |                                                 |                                                 |                                             |                                             |                                             |                                             |                                             |                                             |                                                   |                                                   |                                                   |                                                   |                                                   |                                                   |                            |                            |                            |                            |                            |                            |                                  |                                  |                                  |                                  |                                  |                                  |                    |                    |                    |                    |                    |                    |  |  |  |  |  |  |  |  |  |  |  |  |  |  |  |  |  |  |
|                         |                         |                         |                         |                         |                         | LULACH *1030 †1058                              | LULACH *1030 †1058                              | LULACH *1030 †1058                              | LULACH *1030 †1058                              | LULACH *1030 †1058                              | LULACH *1030 †1058                              |                                             |                                             |                                             |                                             |                                             |                                             | MALCOLM III *1031 †1093                           | MALCOLM III *1031 †1093                           | MALCOLM III *1031 †1093                           | MALCOLM III *1031 †1093                           | MALCOLM III *1031 †1093                           | MALCOLM III *1031 †1093                           | DONALD III *a.1040 †1099   | DONALD III *a.1040 †1099   | DONALD III *a.1040 †1099   | DONALD III *a.1040 †1099   | DONALD III *a.1040 †1099   | DONALD III *a.1040 †1099   |                                  |                                  |                                  |                                  |                                  |                                  |                    |                    |                    |                    |                    |                    |  |  |  |  |  |  |  |  |  |  |  |  |  |  |  |  |  |  |
|                         |                         |                         |                         |                         |                         | LULACH *1030 †1058                              | LULACH *1030 †1058                              | LULACH *1030 †1058                              | LULACH *1030 †1058                              | LULACH *1030 †1058                              | LULACH *1030 †1058                              |                                             |                                             |                                             |                                             |                                             |                                             | MALCOLM III *1031 †1093                           | MALCOLM III *1031 †1093                           | MALCOLM III *1031 †1093                           | MALCOLM III *1031 †1093                           | MALCOLM III *1031 †1093                           | MALCOLM III *1031 †1093                           | DONALD III *a.1040 †1099   | DONALD III *a.1040 †1099   | DONALD III *a.1040 †1099   | DONALD III *a.1040 †1099   | DONALD III *a.1040 †1099   | DONALD III *a.1040 †1099   |                                  |                                  |                                  |                                  |                                  |                                  |                    |                    |                    |                    |                    |                    |  |  |  |  |  |  |  |  |  |  |  |  |  |  |  |  |  |  |
|                         |                         |                         |                         |                         |                         |                                                 |                                                 |                                                 |                                                 |                                                 |                                                 |                                             |                                             |                                             |                                             |                                             |                                             |                                                   |                                                   |                                                   |                                                   |                                                   |                                                   |                            |                            |                            |                            |                            |                            |                                  |                                  |                                  |                                  |                                  |                                  |                    |                    |                    |                    |                    |                    |  |  |  |  |  |  |  |  |  |  |  |  |  |  |  |  |  |  |
| DUNCAN II *a.1060 †1094 | DUNCAN II *a.1060 †1094 | DUNCAN II *a.1060 †1094 | DUNCAN II *a.1060 †1094 | DUNCAN II *a.1060 †1094 | DUNCAN II *a.1060 †1094 | EDGAR *c.1074 †1107                             | EDGAR *c.1074 †1107                             | EDGAR *c.1074 †1107                             | EDGAR *c.1074 †1107                             | EDGAR *c.1074 †1107                             | EDGAR *c.1074 †1107                             | ALESSANDRO I *c.1078 †1124                  | ALESSANDRO I *c.1078 †1124                  | ALESSANDRO I *c.1078 †1124                  | ALESSANDRO I *c.1078 †1124                  | ALESSANDRO I *c.1078 †1124                  | ALESSANDRO I *c.1078 †1124                  | DAVIDE I *1084 †1153                              | DAVIDE I *1084 †1153                              | DAVIDE I *1084 †1153                              | DAVIDE I *1084 †1153                              | DAVIDE I *1084 †1153                              | DAVIDE I *1084 †1153                              |                            |                            |                            |                            |                            |                            |                                  |                                  |                                  |                                  |                                  |                                  |                    |                    |                    |                    |                    |                    |  |  |  |  |  |  |  |  |  |  |  |  |  |  |  |  |  |  |
| DUNCAN II *a.1060 †1094 | DUNCAN II *a.1060 †1094 | DUNCAN II *a.1060 †1094 | DUNCAN II *a.1060 †1094 | DUNCAN II *a.1060 †1094 | DUNCAN II *a.1060 †1094 | EDGAR *c.1074 †1107                             | EDGAR *c.1074 †1107                             | EDGAR *c.1074 †1107                             | EDGAR *c.1074 †1107                             | EDGAR *c.1074 †1107                             | EDGAR *c.1074 †1107                             | ALESSANDRO I *c.1078 †1124                  | ALESSANDRO I *c.1078 †1124                  | ALESSANDRO I *c.1078 †1124                  | ALESSANDRO I *c.1078 †1124                  | ALESSANDRO I *c.1078 †1124                  | ALESSANDRO I *c.1078 †1124                  | DAVIDE I *1084 †1153                              | DAVIDE I *1084 †1153                              | DAVIDE I *1084 †1153                              | DAVIDE I *1084 †1153                              | DAVIDE I *1084 †1153                              | DAVIDE I *1084 †1153                              |                            |                            |                            |                            |                            |                            |                                  |                                  |                                  |                                  |                                  |                                  |                    |                    |                    |                    |                    |                    |  |  |  |  |  |  |  |  |  |  |  |  |  |  |  |  |  |  |
|                         |                         |                         |                         |                         |                         |                                                 |                                                 |                                                 |                                                 |                                                 |                                                 |                                             |                                             |                                             |                                             |                                             |                                             | Enrico *1114 †1152                                |                                                   |                                                   |                                                   |                                                   |                                                   |                            |                            |                            |                            |                            |                            |                                  |                                  |                                  |                                  |                                  |                                  |                    |                    |                    |                    |                    |                    |  |  |  |  |  |  |  |  |  |  |  |  |  |  |  |  |  |  |
|                         |                         |                         |                         |                         |                         |                                                 |                                                 |                                                 |                                                 |                                                 |                                                 |                                             |                                             |                                             |                                             |                                             |                                             |                                                   |                                                   |                                                   |                                                   |                                                   |                                                   |                            |                            |                            |                            |                            |                            |                                  |                                  |                                  |                                  |                                  |                                  |                    |                    |                    |                    |                    |                    |  |  |  |  |  |  |  |  |  |  |  |  |  |  |  |  |  |  |
|                         |                         |                         |                         |                         |                         |                                                 |                                                 |                                                 |                                                 |                                                 |                                                 |                                             |                                             |                                             |                                             |                                             |                                             |                                                   |                                                   |                                                   |                                                   |                                                   |                                                   |                            |                            |                            |                            |                            |                            |                                  |                                  |                                  |                                  |                                  |                                  |                    |                    |                    |                    |                    |                    |  |  |  |  |  |  |  |  |  |  |  |  |  |  |  |  |  |  |
| MALCOLM IV *1141 †1165  | MALCOLM IV *1141 †1165  | MALCOLM IV *1141 †1165  | MALCOLM IV *1141 †1165  | MALCOLM IV *1141 †1165  | MALCOLM IV *1141 †1165  | GUGLIELMO I *c.1143 †1214                       | GUGLIELMO I *c.1143 †1214                       | GUGLIELMO I *c.1143 †1214                       | GUGLIELMO I *c.1143 †1214                       | GUGLIELMO I *c.1143 †1214                       | GUGLIELMO I *c.1143 †1214                       |                                             |                                             |                                             |                                             |                                             |                                             | Davide *c.1144 †1219                              | Davide *c.1144 †1219                              | Davide *c.1144 †1219                              | Davide *c.1144 †1219                              | Davide *c.1144 †1219                              | Davide *c.1144 †1219                              |                            |                            |                            |                            |                            |                            |                                  |                                  |                                  |                                  |                                  |                                  |                    |                    |                    |                    |                    |                    |  |  |  |  |  |  |  |  |  |  |  |  |  |  |  |  |  |  |
| MALCOLM IV *1141 †1165  | MALCOLM IV *1141 †1165  | MALCOLM IV *1141 †1165  | MALCOLM IV *1141 †1165  | MALCOLM IV *1141 †1165  | MALCOLM IV *1141 †1165  | GUGLIELMO I *c.1143 †1214                       | GUGLIELMO I *c.1143 †1214                       | GUGLIELMO I *c.1143 †1214                       | GUGLIELMO I *c.1143 †1214                       | GUGLIELMO I *c.1143 †1214                       | GUGLIELMO I *c.1143 †1214                       |                                             |                                             |                                             |                                             |                                             |                                             | Davide *c.1144 †1219                              | Davide *c.1144 †1219                              | Davide *c.1144 †1219                              | Davide *c.1144 †1219                              | Davide *c.1144 †1219                              | Davide *c.1144 †1219                              |                            |                            |                            |                            |                            |                            |                                  |                                  |                                  |                                  |                                  |                                  |                    |                    |                    |                    |                    |                    |  |  |  |  |  |  |  |  |  |  |  |  |  |  |  |  |  |  |
|                         |                         |                         |                         |                         |                         |                                                 |                                                 |                                                 |                                                 |                                                 |                                                 |                                             |                                             |                                             |                                             |                                             |                                             |                                                   |                                                   |                                                   |                                                   |                                                   |                                                   |                            |                            |                            |                            |                            |                            |                                  |                                  |                                  |                                  |                                  |                                  |                    |                    |                    |                    |                    |                    |  |  |  |  |  |  |  |  |  |  |  |  |  |  |  |  |  |  |
|                         |                         |                         |                         |                         |                         | ALESSANDRO II *1198 †1249                       | ALESSANDRO II *1198 †1249                       | ALESSANDRO II *1198 †1249                       | ALESSANDRO II *1198 †1249                       | ALESSANDRO II *1198 †1249                       | ALESSANDRO II *1198 †1249                       | Margherita *… †… Alan di Galloway           | Margherita *… †… Alan di Galloway           | Margherita *… †… Alan di Galloway           | Margherita *… †… Alan di Galloway           | Margherita *… †… Alan di Galloway           | Margherita *… †… Alan di Galloway           | Isobel di Huntingdon *1199 †1251 Roberto IV BRUCE | Isobel di Huntingdon *1199 †1251 Roberto IV BRUCE | Isobel di Huntingdon *1199 †1251 Roberto IV BRUCE | Isobel di Huntingdon *1199 †1251 Roberto IV BRUCE | Isobel di Huntingdon *1199 †1251 Roberto IV BRUCE | Isobel di Huntingdon *1199 †1251 Roberto IV BRUCE |                            |                            |                            |                            |                            |                            |                                  |                                  |                                  |                                  |                                  |                                  |                    |                    |                    |                    |                    |                    |  |  |  |  |  |  |  |  |  |  |  |  |  |  |  |  |  |  |
|                         |                         |                         |                         |                         |                         | ALESSANDRO II *1198 †1249                       | ALESSANDRO II *1198 †1249                       | ALESSANDRO II *1198 †1249                       | ALESSANDRO II *1198 †1249                       | ALESSANDRO II *1198 †1249                       | ALESSANDRO II *1198 †1249                       | Margherita *… †… Alan di Galloway           | Margherita *… †… Alan di Galloway           | Margherita *… †… Alan di Galloway           | Margherita *… †… Alan di Galloway           | Margherita *… †… Alan di Galloway           | Margherita *… †… Alan di Galloway           | Isobel di Huntingdon *1199 †1251 Roberto IV BRUCE | Isobel di Huntingdon *1199 †1251 Roberto IV BRUCE | Isobel di Huntingdon *1199 †1251 Roberto IV BRUCE | Isobel di Huntingdon *1199 †1251 Roberto IV BRUCE | Isobel di Huntingdon *1199 †1251 Roberto IV BRUCE | Isobel di Huntingdon *1199 †1251 Roberto IV BRUCE |                            |                            |                            |                            |                            |                            |                                  |                                  |                                  |                                  |                                  |                                  |                    |                    |                    |                    |                    |                    |  |  |  |  |  |  |  |  |  |  |  |  |  |  |  |  |  |  |
|                         |                         |                         |                         |                         |                         | ALESSANDRO III *1241 †1286                      | ALESSANDRO III *1241 †1286                      | ALESSANDRO III *1241 †1286                      | ALESSANDRO III *1241 †1286                      | ALESSANDRO III *1241 †1286                      | ALESSANDRO III *1241 †1286                      | Dervorguilla *c.1210 †1290 Giovanni BALLIOL | Dervorguilla *c.1210 †1290 Giovanni BALLIOL | Dervorguilla *c.1210 †1290 Giovanni BALLIOL | Dervorguilla *c.1210 †1290 Giovanni BALLIOL | Dervorguilla *c.1210 †1290 Giovanni BALLIOL | Dervorguilla *c.1210 †1290 Giovanni BALLIOL | Roberto V *c.1210 †1295                           | Roberto V *c.1210 †1295                           | Roberto V *c.1210 †1295                           | Roberto V *c.1210 †1295                           | Roberto V *c.1210 †1295                           | Roberto V *c.1210 †1295                           |                            |                            |                            |                            |                            |                            |                                  |                                  |                                  |                                  |                                  |                                  |                    |                    |                    |                    |                    |                    |  |  |  |  |  |  |  |  |  |  |  |  |  |  |  |  |  |  |
|                         |                         |                         |                         |                         |                         | ALESSANDRO III *1241 †1286                      | ALESSANDRO III *1241 †1286                      | ALESSANDRO III *1241 †1286                      | ALESSANDRO III *1241 †1286                      | ALESSANDRO III *1241 †1286                      | ALESSANDRO III *1241 †1286                      | Dervorguilla *c.1210 †1290 Giovanni BALLIOL | Dervorguilla *c.1210 †1290 Giovanni BALLIOL | Dervorguilla *c.1210 †1290 Giovanni BALLIOL | Dervorguilla *c.1210 †1290 Giovanni BALLIOL | Dervorguilla *c.1210 †1290 Giovanni BALLIOL | Dervorguilla *c.1210 †1290 Giovanni BALLIOL | Roberto V *c.1210 †1295                           | Roberto V *c.1210 †1295                           | Roberto V *c.1210 †1295                           | Roberto V *c.1210 †1295                           | Roberto V *c.1210 †1295                           | Roberto V *c.1210 †1295                           |                            |                            |                            |                            |                            |                            |                                  |                                  |                                  |                                  |                                  |                                  |                    |                    |                    |                    |                    |                    |  |  |  |  |  |  |  |  |  |  |  |  |  |  |  |  |  |  |
|                         |                         |                         |                         |                         |                         | Margherita *1260 †1283 Eirik II di Norvegia     | Margherita *1260 †1283 Eirik II di Norvegia     | Margherita *1260 †1283 Eirik II di Norvegia     | Margherita *1260 †1283 Eirik II di Norvegia     | Margherita *1260 †1283 Eirik II di Norvegia     | Margherita *1260 †1283 Eirik II di Norvegia     | GIOVANNI *c.1249 †1314                      | GIOVANNI *c.1249 †1314                      | GIOVANNI *c.1249 †1314                      | GIOVANNI *c.1249 †1314                      | GIOVANNI *c.1249 †1314                      | GIOVANNI *c.1249 †1314                      | Roberto VI *1243 †1304                            | Roberto VI *1243 †1304                            | Roberto VI *1243 †1304                            | Roberto VI *1243 †1304                            | Roberto VI *1243 †1304                            | Roberto VI *1243 †1304                            |                            |                            |                            |                            |                            |                            |                                  |                                  |                                  |                                  |                                  |                                  |                    |                    |                    |                    |                    |                    |  |  |  |  |  |  |  |  |  |  |  |  |  |  |  |  |  |  |
|                         |                         |                         |                         |                         |                         | Margherita *1260 †1283 Eirik II di Norvegia     | Margherita *1260 †1283 Eirik II di Norvegia     | Margherita *1260 †1283 Eirik II di Norvegia     | Margherita *1260 †1283 Eirik II di Norvegia     | Margherita *1260 †1283 Eirik II di Norvegia     | Margherita *1260 †1283 Eirik II di Norvegia     | GIOVANNI *c.1249 †1314                      | GIOVANNI *c.1249 †1314                      | GIOVANNI *c.1249 †1314                      | GIOVANNI *c.1249 †1314                      | GIOVANNI *c.1249 †1314                      | GIOVANNI *c.1249 †1314                      | Roberto VI *1243 †1304                            | Roberto VI *1243 †1304                            | Roberto VI *1243 †1304                            | Roberto VI *1243 †1304                            | Roberto VI *1243 †1304                            | Roberto VI *1243 †1304                            |                            |                            |                            |                            |                            |                            |                                  |                                  |                                  |                                  |                                  |                                  |                    |                    |                    |                    |                    |                    |  |  |  |  |  |  |  |  |  |  |  |  |  |  |  |  |  |  |
|                         |                         |                         |                         |                         |                         | MARGHERITA *c.1283 †1290                        | MARGHERITA *c.1283 †1290                        | MARGHERITA *c.1283 †1290                        | MARGHERITA *c.1283 †1290                        | MARGHERITA *c.1283 †1290                        | MARGHERITA *c.1283 †1290                        | EDOARDO *c.1283 †1367                       | EDOARDO *c.1283 †1367                       | EDOARDO *c.1283 †1367                       | EDOARDO *c.1283 †1367                       | EDOARDO *c.1283 †1367                       | EDOARDO *c.1283 †1367                       | ROBERTO I *1274 †1329                             | ROBERTO I *1274 †1329                             | ROBERTO I *1274 †1329                             | ROBERTO I *1274 †1329                             | ROBERTO I *1274 †1329                             | ROBERTO I *1274 †1329                             |                            |                            |                            |                            |                            |                            |                                  |                                  |                                  |                                  |                                  |                                  |                    |                    |                    |                    |                    |                    |  |  |  |  |  |  |  |  |  |  |  |  |  |  |  |  |  |  |
|                         |                         |                         |                         |                         |                         | MARGHERITA *c.1283 †1290                        | MARGHERITA *c.1283 †1290                        | MARGHERITA *c.1283 †1290                        | MARGHERITA *c.1283 †1290                        | MARGHERITA *c.1283 †1290                        | MARGHERITA *c.1283 †1290                        | EDOARDO *c.1283 †1367                       | EDOARDO *c.1283 †1367                       | EDOARDO *c.1283 †1367                       | EDOARDO *c.1283 †1367                       | EDOARDO *c.1283 †1367                       | EDOARDO *c.1283 †1367                       | ROBERTO I *1274 †1329                             | ROBERTO I *1274 †1329                             | ROBERTO I *1274 †1329                             | ROBERTO I *1274 †1329                             | ROBERTO I *1274 †1329                             | ROBERTO I *1274 †1329                             |                            |                            |                            |                            |                            |                            |                                  |                                  |                                  |                                  |                                  |                                  |                    |                    |                    |                    |                    |                    |  |  |  |  |  |  |  |  |  |  |  |  |  |  |  |  |  |  |
|                         |                         |                         |                         |                         |                         |                                                 |                                                 |                                                 |                                                 |                                                 |                                                 |                                             |                                             |                                             |                                             |                                             |                                             |                                                   |                                                   |                                                   |                                                   |                                                   |                                                   |                            |                            |                            |                            |                            |                            |                                  |                                  |                                  |                                  |                                  |                                  |                    |                    |                    |                    |                    |                    |  |  |  |  |  |  |  |  |  |  |  |  |  |  |  |  |  |  |
|                         |                         |                         |                         |                         |                         |                                                 |                                                 |                                                 |                                                 |                                                 |                                                 |                                             |                                             |                                             |                                             |                                             |                                             | Margherita *1297 †1316 Gualtiero STUART           | Margherita *1297 †1316 Gualtiero STUART           | Margherita *1297 †1316 Gualtiero STUART           | Margherita *1297 †1316 Gualtiero STUART           | Margherita *1297 †1316 Gualtiero STUART           | Margherita *1297 †1316 Gualtiero STUART           | DAVIDE II *1324 †1371      | DAVIDE II *1324 †1371      | DAVIDE II *1324 †1371      | DAVIDE II *1324 †1371      | DAVIDE II *1324 †1371      | DAVIDE II *1324 †1371      |                                  |                                  |                                  |                                  |                                  |                                  |                    |                    |                    |                    |                    |                    |  |  |  |  |  |  |  |  |  |  |  |  |  |  |  |  |  |  |
|                         |                         |                         |                         |                         |                         |                                                 |                                                 |                                                 |                                                 |                                                 |                                                 |                                             |                                             |                                             |                                             |                                             |                                             | Margherita *1297 †1316 Gualtiero STUART           | Margherita *1297 †1316 Gualtiero STUART           | Margherita *1297 †1316 Gualtiero STUART           | Margherita *1297 †1316 Gualtiero STUART           | Margherita *1297 †1316 Gualtiero STUART           | Margherita *1297 †1316 Gualtiero STUART           | DAVIDE II *1324 †1371      | DAVIDE II *1324 †1371      | DAVIDE II *1324 †1371      | DAVIDE II *1324 †1371      | DAVIDE II *1324 †1371      | DAVIDE II *1324 †1371      |                                  |                                  |                                  |                                  |                                  |                                  |                    |                    |                    |                    |                    |                    |  |  |  |  |  |  |  |  |  |  |  |  |  |  |  |  |  |  |
|                         |                         |                         |                         |                         |                         |                                                 |                                                 |                                                 |                                                 |                                                 |                                                 |                                             |                                             |                                             |                                             |                                             |                                             | ROBERTO II *1316 †1390                            |                                                   |                                                   |                                                   |                                                   |                                                   |                            |                            |                            |                            |                            |                            |                                  |                                  |                                  |                                  |                                  |                                  |                    |                    |                    |                    |                    |                    |  |  |  |  |  |  |  |  |  |  |  |  |  |  |  |  |  |  |
|                         |                         |                         |                         |                         |                         |                                                 |                                                 |                                                 |                                                 |                                                 |                                                 |                                             |                                             |                                             |                                             |                                             |                                             |                                                   |                                                   |                                                   |                                                   |                                                   |                                                   |                            |                            |                            |                            |                            |                            |                                  |                                  |                                  |                                  |                                  |                                  |                    |                    |                    |                    |                    |                    |  |  |  |  |  |  |  |  |  |  |  |  |  |  |  |  |  |  |
|                         |                         |                         |                         |                         |                         |                                                 |                                                 |                                                 |                                                 |                                                 |                                                 |                                             |                                             |                                             |                                             |                                             |                                             | ROBERTO III *1337 †1406                           |                                                   |                                                   |                                                   |                                                   |                                                   |                            |                            |                            |                            |                            |                            |                                  |                                  |                                  |                                  |                                  |                                  |                    |                    |                    |                    |                    |                    |  |  |  |  |  |  |  |  |  |  |  |  |  |  |  |  |  |  |
|                         |                         |                         |                         |                         |                         |                                                 |                                                 |                                                 |                                                 |                                                 |                                                 |                                             |                                             |                                             |                                             |                                             |                                             |                                                   |                                                   |                                                   |                                                   |                                                   |                                                   |                            |                            |                            |                            |                            |                            |                                  |                                  |                                  |                                  |                                  |                                  |                    |                    |                    |                    |                    |                    |  |  |  |  |  |  |  |  |  |  |  |  |  |  |  |  |  |  |
|                         |                         |                         |                         |                         |                         |                                                 |                                                 |                                                 |                                                 |                                                 |                                                 |                                             |                                             |                                             |                                             |                                             |                                             | GIACOMO I *1394 †1437                             |                                                   |                                                   |                                                   |                                                   |                                                   |                            |                            |                            |                            |                            |                            |                                  |                                  |                                  |                                  |                                  |                                  |                    |                    |                    |                    |                    |                    |  |  |  |  |  |  |  |  |  |  |  |  |  |  |  |  |  |  |
|                         |                         |                         |                         |                         |                         |                                                 |                                                 |                                                 |                                                 |                                                 |                                                 |                                             |                                             |                                             |                                             |                                             |                                             |                                                   |                                                   |                                                   |                                                   |                                                   |                                                   |                            |                            |                            |                            |                            |                            |                                  |                                  |                                  |                                  |                                  |                                  |                    |                    |                    |                    |                    |                    |  |  |  |  |  |  |  |  |  |  |  |  |  |  |  |  |  |  |
|                         |                         |                         |                         |                         |                         |                                                 |                                                 |                                                 |                                                 |                                                 |                                                 |                                             |                                             |                                             |                                             |                                             |                                             | GIACOMO II *1430 †1460                            |                                                   |                                                   |                                                   |                                                   |                                                   |                            |                            |                            |                            |                            |                            |                                  |                                  |                                  |                                  |                                  |                                  |                    |                    |                    |                    |                    |                    |  |  |  |  |  |  |  |  |  |  |  |  |  |  |  |  |  |  |
|                         |                         |                         |                         |                         |                         |                                                 |                                                 |                                                 |                                                 |                                                 |                                                 |                                             |                                             |                                             |                                             |                                             |                                             |                                                   |                                                   |                                                   |                                                   |                                                   |                                                   |                            |                            |                            |                            |                            |                            |                                  |                                  |                                  |                                  |                                  |                                  |                    |                    |                    |                    |                    |                    |  |  |  |  |  |  |  |  |  |  |  |  |  |  |  |  |  |  |
|                         |                         |                         |                         |                         |                         |                                                 |                                                 |                                                 |                                                 |                                                 |                                                 |                                             |                                             |                                             |                                             |                                             |                                             | GIACOMO III *1451 †1488                           |                                                   |                                                   |                                                   |                                                   |                                                   |                            |                            |                            |                            |                            |                            |                                  |                                  |                                  |                                  |                                  |                                  |                    |                    |                    |                    |                    |                    |  |  |  |  |  |  |  |  |  |  |  |  |  |  |  |  |  |  |
|                         |                         |                         |                         |                         |                         |                                                 |                                                 |                                                 |                                                 |                                                 |                                                 |                                             |                                             |                                             |                                             |                                             |                                             |                                                   |                                                   |                                                   |                                                   |                                                   |                                                   |                            |                            |                            |                            |                            |                            |                                  |                                  |                                  |                                  |                                  |                                  |                    |                    |                    |                    |                    |                    |  |  |  |  |  |  |  |  |  |  |  |  |  |  |  |  |  |  |
|                         |                         |                         |                         |                         |                         |                                                 |                                                 |                                                 |                                                 |                                                 |                                                 |                                             |                                             |                                             |                                             |                                             |                                             | GIACOMO IV *1473 †1513                            |                                                   |                                                   |                                                   |                                                   |                                                   |                            |                            |                            |                            |                            |                            |                                  |                                  |                                  |                                  |                                  |                                  |                    |                    |                    |                    |                    |                    |  |  |  |  |  |  |  |  |  |  |  |  |  |  |  |  |  |  |
|                         |                         |                         |                         |                         |                         |                                                 |                                                 |                                                 |                                                 |                                                 |                                                 |                                             |                                             |                                             |                                             |                                             |                                             |                                                   |                                                   |                                                   |                                                   |                                                   |                                                   |                            |                            |                            |                            |                            |                            |                                  |                                  |                                  |                                  |                                  |                                  |                    |                    |                    |                    |                    |                    |  |  |  |  |  |  |  |  |  |  |  |  |  |  |  |  |  |  |
|                         |                         |                         |                         |                         |                         |                                                 |                                                 |                                                 |                                                 |                                                 |                                                 |                                             |                                             |                                             |                                             |                                             |                                             | GIACOMO V *1512 †1543                             |                                                   |                                                   |                                                   |                                                   |                                                   |                            |                            |                            |                            |                            |                            |                                  |                                  |                                  |                                  |                                  |                                  |                    |                    |                    |                    |                    |                    |  |  |  |  |  |  |  |  |  |  |  |  |  |  |  |  |  |  |
|                         |                         |                         |                         |                         |                         |                                                 |                                                 |                                                 |                                                 |                                                 |                                                 |                                             |                                             |                                             |                                             |                                             |                                             |                                                   |                                                   |                                                   |                                                   |                                                   |                                                   |                            |                            |                            |                            |                            |                            |                                  |                                  |                                  |                                  |                                  |                                  |                    |                    |                    |                    |                    |                    |  |  |  |  |  |  |  |  |  |  |  |  |  |  |  |  |  |  |
|                         |                         |                         |                         |                         |                         |                                                 |                                                 |                                                 |                                                 |                                                 |                                                 |                                             |                                             |                                             |                                             |                                             |                                             | MARIA I *1542 †1587 Enrico Stuart, Lord Darnley   |                                                   |                                                   |                                                   |                                                   |                                                   |                            |                            |                            |                            |                            |                            |                                  |                                  |                                  |                                  |                                  |                                  |                    |                    |                    |                    |                    |                    |  |  |  |  |  |  |  |  |  |  |  |  |  |  |  |  |  |  |
|                         |                         |                         |                         |                         |                         |                                                 |                                                 |                                                 |                                                 |                                                 |                                                 |                                             |                                             |                                             |                                             |                                             |                                             |                                                   |                                                   |                                                   |                                                   |                                                   |                                                   |                            |                            |                            |                            |                            |                            |                                  |                                  |                                  |                                  |                                  |                                  |                    |                    |                    |                    |                    |                    |  |  |  |  |  |  |  |  |  |  |  |  |  |  |  |  |  |  |
|                         |                         |                         |                         |                         |                         |                                                 |                                                 |                                                 |                                                 |                                                 |                                                 |                                             |                                             |                                             |                                             |                                             |                                             | GIACOMO VI (I Inghilterra) *1566 †1625            |                                                   |                                                   |                                                   |                                                   |                                                   |                            |                            |                            |                            |                            |                            |                                  |                                  |                                  |                                  |                                  |                                  |                    |                    |                    |                    |                    |                    |  |  |  |  |  |  |  |  |  |  |  |  |  |  |  |  |  |  |
|                         |                         |                         |                         |                         |                         |                                                 |                                                 |                                                 |                                                 |                                                 |                                                 |                                             |                                             |                                             |                                             |                                             |                                             |                                                   |                                                   |                                                   |                                                   |                                                   |                                                   |                            |                            |                            |                            |                            |                            |                                  |                                  |                                  |                                  |                                  |                                  |                    |                    |                    |                    |                    |                    |  |  |  |  |  |  |  |  |  |  |  |  |  |  |  |  |  |  |
|                         |                         |                         |                         |                         |                         |                                                 |                                                 |                                                 |                                                 |                                                 |                                                 |                                             |                                             |                                             |                                             |                                             |                                             | CARLO I *1600 †1649                               |                                                   |                                                   |                                                   |                                                   |                                                   |                            |                            |                            |                            |                            |                            |                                  |                                  |                                  |                                  |                                  |                                  |                    |                    |                    |                    |                    |                    |  |  |  |  |  |  |  |  |  |  |  |  |  |  |  |  |  |  |
|                         |                         |                         |                         |                         |                         |                                                 |                                                 |                                                 |                                                 |                                                 |                                                 |                                             |                                             |                                             |                                             |                                             |                                             |                                                   |                                                   |                                                   |                                                   |                                                   |                                                   |                            |                            |                            |                            |                            |                            |                                  |                                  |                                  |                                  |                                  |                                  |                    |                    |                    |                    |                    |                    |  |  |  |  |  |  |  |  |  |  |  |  |  |  |  |  |  |  |
|                         |                         |                         |                         |                         |                         |                                                 |                                                 |                                                 |                                                 |                                                 |                                                 |                                             |                                             |                                             |                                             |                                             |                                             |                                                   |                                                   |                                                   |                                                   |                                                   |                                                   |                            |                            |                            |                            |                            |                            |                                  |                                  |                                  |                                  |                                  |                                  |                    |                    |                    |                    |                    |                    |  |  |  |  |  |  |  |  |  |  |  |  |  |  |  |  |  |  |
| CARLO II *1630 †1685    | CARLO II *1630 †1685    | CARLO II *1630 †1685    | CARLO II *1630 †1685    | CARLO II *1630 †1685    | CARLO II *1630 †1685    | Maria *1631 †1660 Guglielmo II di ORANGE-NASSAU | Maria *1631 †1660 Guglielmo II di ORANGE-NASSAU | Maria *1631 †1660 Guglielmo II di ORANGE-NASSAU | Maria *1631 †1660 Guglielmo II di ORANGE-NASSAU | Maria *1631 †1660 Guglielmo II di ORANGE-NASSAU | Maria *1631 †1660 Guglielmo II di ORANGE-NASSAU |                                             |                                             |                                             |                                             |                                             |                                             | GIACOMO VII (II Inghilterra) *1633 †1701          | GIACOMO VII (II Inghilterra) *1633 †1701          | GIACOMO VII (II Inghilterra) *1633 †1701          | GIACOMO VII (II Inghilterra) *1633 †1701          | GIACOMO VII (II Inghilterra) *1633 †1701          | GIACOMO VII (II Inghilterra) *1633 †1701          |                            |                            |                            |                            |                            |                            |                                  |                                  |                                  |                                  |                                  |                                  |                    |                    |                    |                    |                    |                    |  |  |  |  |  |  |  |  |  |  |  |  |  |  |  |  |  |  |
| CARLO II *1630 †1685    | CARLO II *1630 †1685    | CARLO II *1630 †1685    | CARLO II *1630 †1685    | CARLO II *1630 †1685    | CARLO II *1630 †1685    | Maria *1631 †1660 Guglielmo II di ORANGE-NASSAU | Maria *1631 †1660 Guglielmo II di ORANGE-NASSAU | Maria *1631 †1660 Guglielmo II di ORANGE-NASSAU | Maria *1631 †1660 Guglielmo II di ORANGE-NASSAU | Maria *1631 †1660 Guglielmo II di ORANGE-NASSAU | Maria *1631 †1660 Guglielmo II di ORANGE-NASSAU |                                             |                                             |                                             |                                             |                                             |                                             | GIACOMO VII (II Inghilterra) *1633 †1701          | GIACOMO VII (II Inghilterra) *1633 †1701          | GIACOMO VII (II Inghilterra) *1633 †1701          | GIACOMO VII (II Inghilterra) *1633 †1701          | GIACOMO VII (II Inghilterra) *1633 †1701          | GIACOMO VII (II Inghilterra) *1633 †1701          |                            |                            |                            |                            |                            |                            |                                  |                                  |                                  |                                  |                                  |                                  |                    |                    |                    |                    |                    |                    |  |  |  |  |  |  |  |  |  |  |  |  |  |  |  |  |  |  |
|                         |                         |                         |                         |                         |                         |                                                 |                                                 |                                                 |                                                 |                                                 |                                                 |                                             |                                             |                                             |                                             |                                             |                                             |                                                   |                                                   |                                                   |                                                   |                                                   |                                                   |                            |                            |                            |                            |                            |                            |                                  |                                  |                                  |                                  |                                  |                                  |                    |                    |                    |                    |                    |                    |  |  |  |  |  |  |  |  |  |  |  |  |  |  |  |  |  |  |
|                         |                         |                         |                         |                         |                         | GUGLIELMO II (III Inghilterra) *1650 †1702      | GUGLIELMO II (III Inghilterra) *1650 †1702      | GUGLIELMO II (III Inghilterra) *1650 †1702      | GUGLIELMO II (III Inghilterra) *1650 †1702      | GUGLIELMO II (III Inghilterra) *1650 †1702      | GUGLIELMO II (III Inghilterra) *1650 †1702      | MARIA II *1662 †1694                        | MARIA II *1662 †1694                        | MARIA II *1662 †1694                        | MARIA II *1662 †1694                        | MARIA II *1662 †1694                        | MARIA II *1662 †1694                        | ANNA *1655 †1714                                  | ANNA *1655 †1714                                  | ANNA *1655 †1714                                  | ANNA *1655 †1714                                  | ANNA *1655 †1714                                  | ANNA *1655 †1714                                  |                            |                            |                            |                            |                            |                            |                                  |                                  |                                  |                                  |                                  |                                  |                    |                    |                    |                    |                    |                    |  |  |  |  |  |  |  |  |  |  |  |  |  |  |  |  |  |  |